# 滋賀県道508号中里山上日野線
滋賀県道508号中里山上日野線（しがけんどう508ごう なかざとやまかみひのせん）は、滋賀県東近江市から蒲生郡日野町に至る一般県道である。

## 概要
東近江市中里町から蒲生郡日野町大字河原に至る。
元は主要地方道彦根水口線に属していたが、1964年（昭和39年）12月28日に建設省（現・国土交通省）の第2次主要地方道指定で同路線を廃止、新たに主要地方道彦根八日市水口線を指定（一般県道中里瓜生津日野線を編入）したことに伴い、1966年（昭和41年）3月22日に滋賀県が一般県道181号中里瓜生津日野線を廃止し主要地方道335号彦根八日市水口線（現・国道307号）を認定するとともに、主要地方道から外された区間を一般県道508号として路線認定。
国道307号から国道421号を経由し国道477号につながる路線である。
蒲生郡日野町大字杣から蒲生郡日野町大字西大路まで道路が完成したことにより、滋賀県立農業公園ブルーメの丘へアクセスしやすくなった。

### 路線データ
- 起点：東近江市中里町（中里交差点、国道307号交点、滋賀県道28号湖東愛知川線起点）
- 終点：蒲生郡日野町大字河原（河原西交差点、国道477号交点）
- 総延長：16.3 km

## 路線状況

### 重複区間
- 滋賀県道229号百済寺甲上岸本線（東近江市百済寺本町 - 東近江市百済寺本町・愛東北小口交差点、約400 m）
- 滋賀県道188号相谷原杣線（東近江市永源寺高野町 - 東近江市山上町・山上小学校前交差点）
- 国道421号（東近江市山上町・山上小学校前交差点 - 東近江市山上町）
- 滋賀県道189号甲津畑山上線（東近江市山上町 - 東近江市高木町）

### 道路施設

#### 橋梁
- 柳立橋（五の谷川、東近江市）
- 加領川橋（加領川、東近江市）
- 黒前橋（豊国川、東近江市）
- 紅葉橋（愛知川・和南川、東近江市、滋賀県道188号相谷原杣線重複区間内）
- 和南橋（和南川、東近江市、滋賀県道188号相谷原杣線重複区間内）
- 新和南橋（和南川、東近江市、国道421号重複区間内）
- 桜谷大橋（佐久良川、蒲生郡日野町）
- 出雲大橋（出雲川、蒲生郡日野町）

## 地理

### 通過する自治体
- 滋賀県
  - 東近江市 - 蒲生郡日野町

### 交差する道路
| 交差する道路                                                             | 市町村名 | 市町村名 | 交差する場所 | 交差する場所        |
| ------------------------------------------------------------------------ | -------- | -------- | ------------ | ------------------- |
| 国道307号 / 近江グリーンロード 滋賀県道28号湖東愛知川線                  | 東近江市 | 東近江市 | 中里町       | 中里交差点 / 起点   |
| 滋賀県道229号百済寺甲上岸本線 重複区間起点                               | 東近江市 | 東近江市 | 百済寺本町   |                     |
| 滋賀県道229号百済寺甲上岸本線 重複区間終点                               | 東近江市 | 東近江市 | 百済寺本町   | 愛東北小口交差点    |
| 滋賀県道217号外八日市線                                                  | 東近江市 | 東近江市 | 愛東外町     |                     |
| 滋賀県道188号相谷原杣線 重複区間起点                                     | 東近江市 | 東近江市 | 永源寺高野町 |                     |
| 国道421号 / 八風街道 重複区間起点 滋賀県道188号相谷原杣線 重複区間終点   | 東近江市 | 東近江市 | 山上町       | 山上小学校前交差点  |
| 国道421号 / 八風街道 重複区間終点 滋賀県道189号甲津畑山上線 重複区間起点 | 東近江市 | 東近江市 | 山上町       |                     |
| 滋賀県道189号甲津畑山上線 重複区間終点                                   | 東近江市 | 東近江市 | 高木町       |                     |
| 滋賀県道170号高木八日市線                                                | 東近江市 | 東近江市 | 高木町       |                     |
| 滋賀県道188号相谷原杣線 日野東部地区広域農道                             | 蒲生郡   | 日野町   | 大字杣       |                     |
| 滋賀県道525号西明寺安部居線                                              | 蒲生郡   | 日野町   | 大字中之郷   | 中之郷交差点        |
| 国道477号                                                                | 蒲生郡   | 日野町   | 大字河原     | 河原西交差点 / 終点 |

### 沿線
- 東近江市立愛東北小学校、愛東北幼稚園
- 湖東信用金庫 永源寺支店
- 東近江市立山上小学校
- 上出遺跡
- 歳苗神社
- 東近江市役所 永源寺支所
- 永源寺郵便局
- 東近江市立市原小学校
- 日野ゴルフ倶楽部
- 長寸神社
- 日野町立図書館
- 日野町役場
- 東近江行政組合 日野消防署